# Rose Richmond
Rose Richmond, född den 29 januari 1981, är en amerikansk friidrottare som tävlar i längdhopp. 
Richmond deltog vid både Olympiska sommarspelen 2004 och vid VM 2005 utan att ta sig vidare till finalen. Hon blev emellertid trea vid IAAF World Athletics Final 2006 i Stuttgart där hon hoppade 6,75.
Hon deltog även vid VM 2007 men även denna gång blev hon utslagen i kvalet.

## Personliga rekord
- Längdhopp - 6,84 meter